# 창어 5호 T1
창어 5호 T1(영어: Chang'e 5-T1, 중국어: 嫦娥五号T1)은 창어 5호에 쓰일 대기 재진입 실험을 위해 발사된 무인 달 탐사선이다. 창어 계획의 일부인 창어 5호는 달에서 표본을 채취해 지구로 보낼 계획이다. 전 탐사선들과 마찬가지로, 이 탐사선의 이름 또한 전 탐사선들과 마찬가지로 상아(창어)의 이름을 따서 지어졌다.
- 샤오페이: 창어 5호 T1의 귀환 캡슐이다. 2014년 10월 31일 내몽골 자치구 쓰쯔왕 기에 착륙했다.
- CE-5-T1 기계선: 2015년 1월 13일 근월점 200 km, 원월점 5300 km, 공전 주기 8시간의 달 궤도에 진입했다.[7]

## 특징
창어 5호 T1은 창어 5호의 귀환 캡슐을 실은 DFH-3A "창어 2호형" 탐사선으로써, 창정 3C 로켓에 실려 달 자동 귀환 궤도로 진입했다. 탐사선은 달 뒤를 돌고 지구로 돌아왔으며, 고속 스킵 재진입 기술을 실험했다. DFH-3A "기계선"은 지구-달 L2점에 남아 있다가 2015년 1월 13일 달 궤도로 진입했고, 남은 800kg의 연료는 향후 달 탐사의 핵심 기술을 실험하는 데 쓰일 예정이다.
2~3월, 기계선은 두 "가상의 목표"와 랑데부하는 실험을 한다. 2015년 4월에는 작은 카메라가 창어 5호의 착륙 지점을 고해상도로 찍기 위해 사용된다.

## 임무 개요
- 발사: 시창 위성발사센터, 협정 세계시 2014년 10월 23일 18시 00분
- 임무 기간
  - 창어 5호 T1 귀환 캡슐: 196 시간 (8.17일)
  - DFH-3A: 진행 중
- 달 접근: 최종 궤도 진입 97시간(4.04일) 후
- 근월점: 달 표면에서 13,000 km
- 근월점 지점에서의 달과 지구의 거리: 373,000 km[9][10][11]
- 착륙: 내몽골 자치구 쓰쯔왕 기, 협정 세계시 2014년 10월 31일 22시 42분

## 보조 페이로드
창어 5호 T1은 "만프레드 추모 달 탐사"(영어: Manfred Memorial Moon Mission, 4M)라는 이름을 가진, 최초의 상업적 달 탐사 임무를 수행하기도 하였다. 4M은 독일의 우주 기술 기업인 OHB System에서 2014년에 사망한 회사의 창립자인 만프레드 퓨크스에게 경의를 표하는 뜻에서 계획하였다. 4M 임무의 기술은 룩스스페이스에서 관리했다. 페이로드의 중량은 두 개의 과학 장비를 포함해 14 킬로그램이었다. 첫 번째 장비는 비콘으로써, 다른 탐사선을 찾기 위한 새로운 방법을 실험해 본다. 두 번째 장비는 방사선량계로써, 궤도를 따라 지속적으로 방사선을 측정한다.
또한 탐사선은 박테리아와 식물의 방사능 노출 실험도 진행한다.

## 같이 보기
- 창어 계획
- 만프레드 추모 달 탐사